# リンネソウ
リンネソウ（リンネ草、学名：Linnaea borealis L.）は、スイカズラ科 リンネソウ属に分類される常緑小低木。本種のみでリンネソウ属を構成する。
分類学の基礎を築いたカール・フォン・リンネがこの植物を愛好しており、この種を記録した際に自らの名前を学名（属名）に付けた。和名もそれにちなんでいる。なお日本では、茎が二股に分かれて花を付けることから「メオトバナ（夫婦花）」と呼ばれていた。他の別名が、エゾアリドオシ。種小名の「borealis」は、「北方の」を意味する。

## 分布
北アメリカ、南はアルプス山脈までのヨーロッパ、東アジアなどの北半球の亜寒帯に広く分布。基準標本はラップランドのもの。
日本では、北海道から本州の中部地方以北にかけて分布する。田中澄江の著書『花の百名山』で御嶽山を代表する花、『新・花の百名山』で飛騨山脈白馬岳を代表する花のひとつとして紹介されている。
高山植物であり、高山帯から亜高山帯にかけての針葉樹林下に生育している。ハイマツ林の林下でよく見られる。

## 形態
地面を匍匐する亜低木。茎は5-7 cmであるが、最大20-40 cmに達する。葉は単葉で丸く、大きさは3-10 mmで対生する。花茎は斜上し、長さ 4-8cm。花期は7-8月、花は筒状あるいは鐘状で、花茎の先に2つの花を下向きにつける。花はうすい桃色で、花の大きさは7-9 mm。染色体数は2n=32（2倍体）。

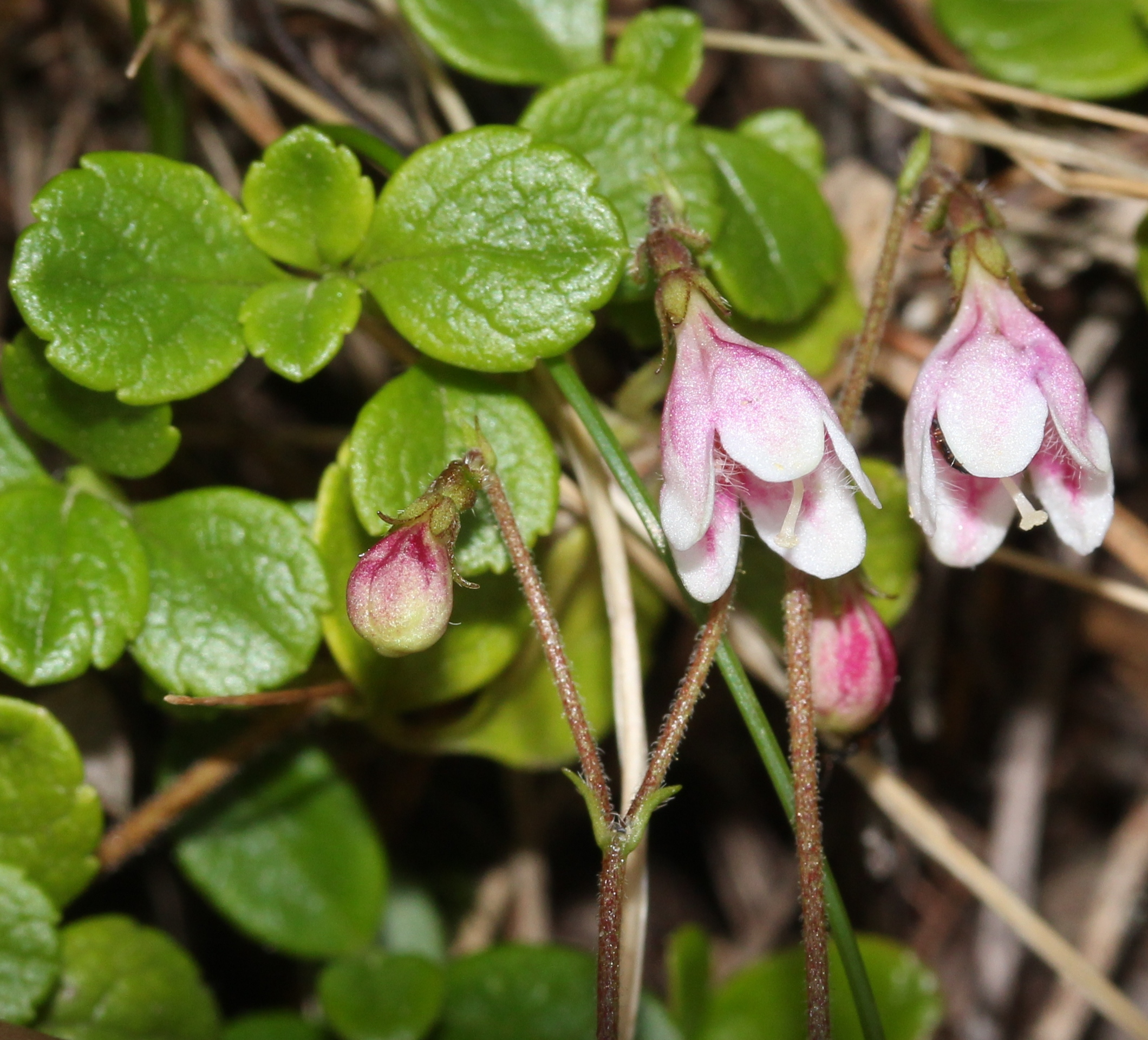
対生する葉、蕾と花
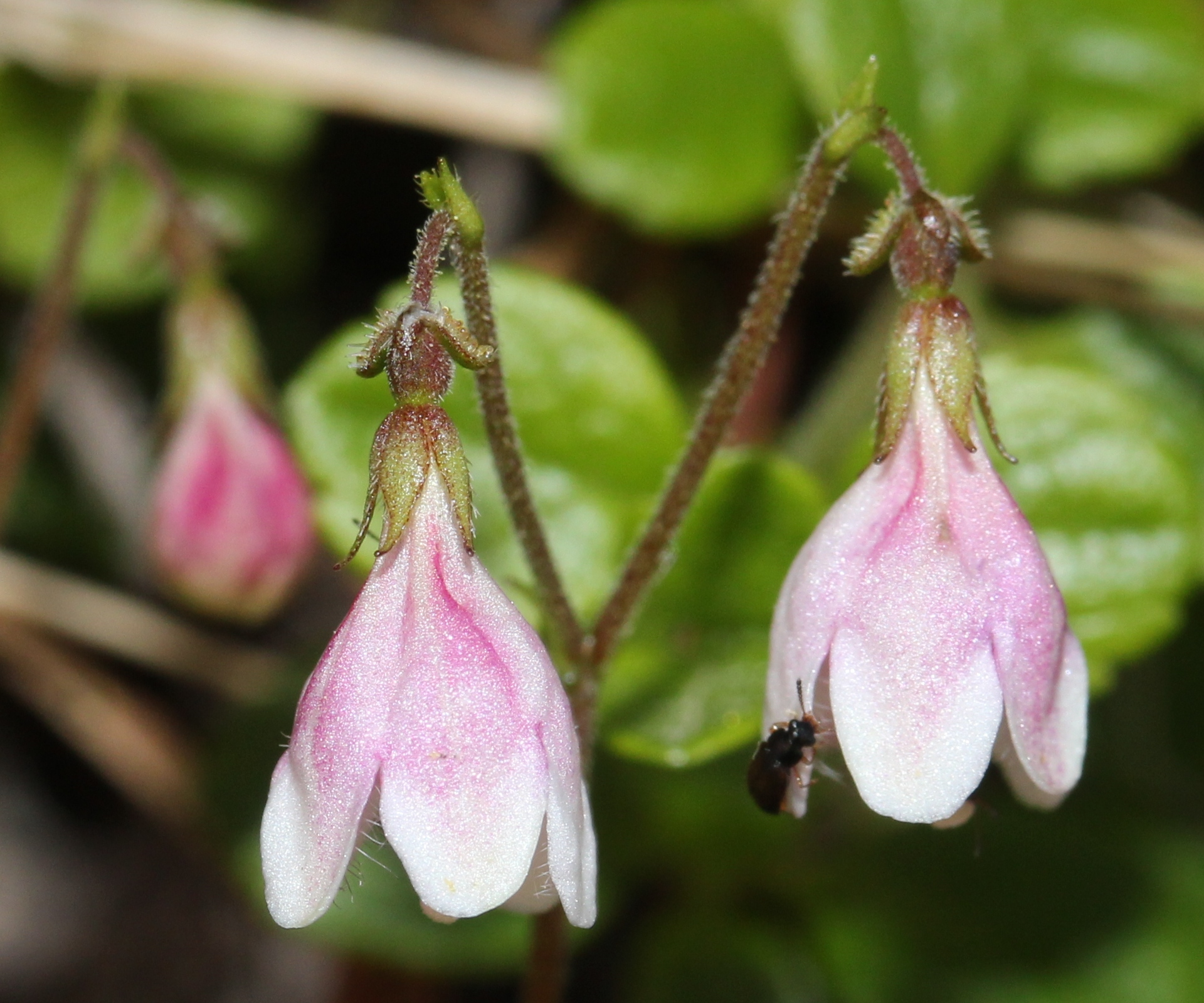
茎の先端で二股に分かれ下向きに2個の花を付ける
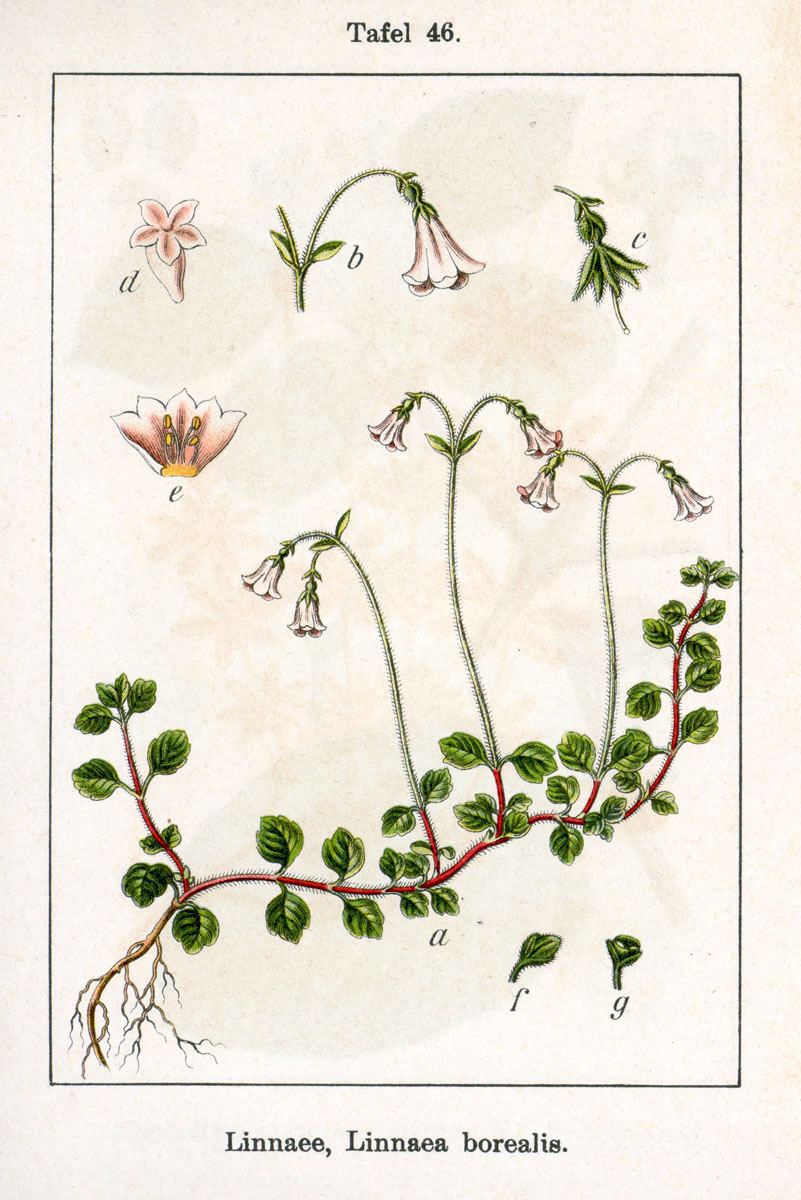
リンネソウの図説

## 生態

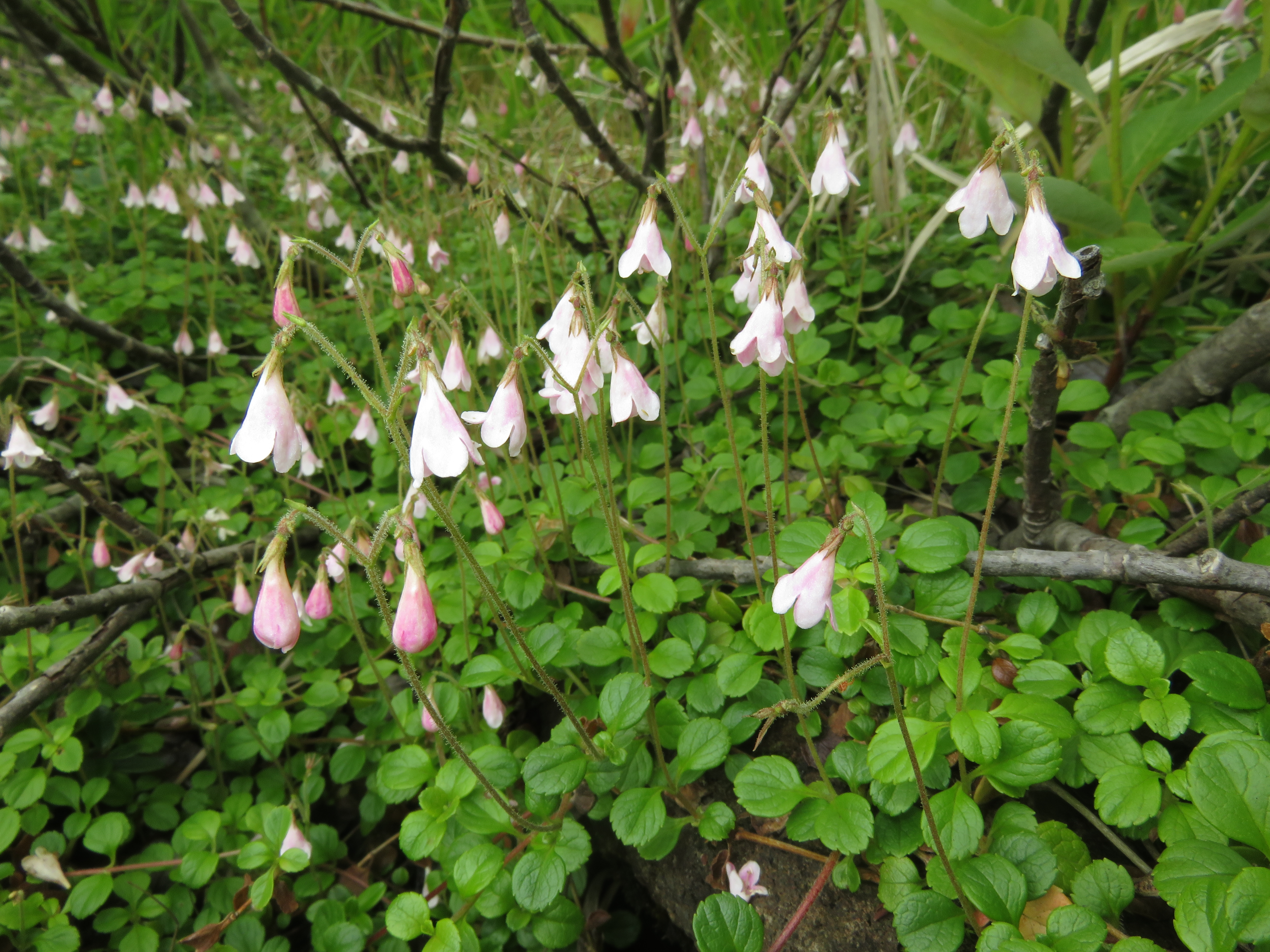
無性生殖で繁殖するリンネソウ

リンネソウの花は自家不和合性を示し、また花粉の散布能が高くない（花粉が遠くまで飛散しない）ため、種子の結実率が低い。その結果として地下茎などによる無性生殖によって個体群を維持していることが多く、遺伝的多様性が低い集団が生じやすい。例えばスコットランドでは、37%のリンネソウのパッチが単一の遺伝子型で構成されているという研究結果が報告されている。そのため、種子によって新たな個体群を再生することが困難であると考えられており、気候変動などに適応できないという懸念がなされている。日本を含む東アジアでは結実しにくい。

## 亜種
リンネソウは1属1種とされる。以下の3亜種や変種が記録されている。
- Linnaea borealis subsp. borealis - 基亜種。ヨーロッパ。
- Linnaea borealis subsp. americana - 北アメリカ
- Linnaea borealis subsp. longiflora - アジア

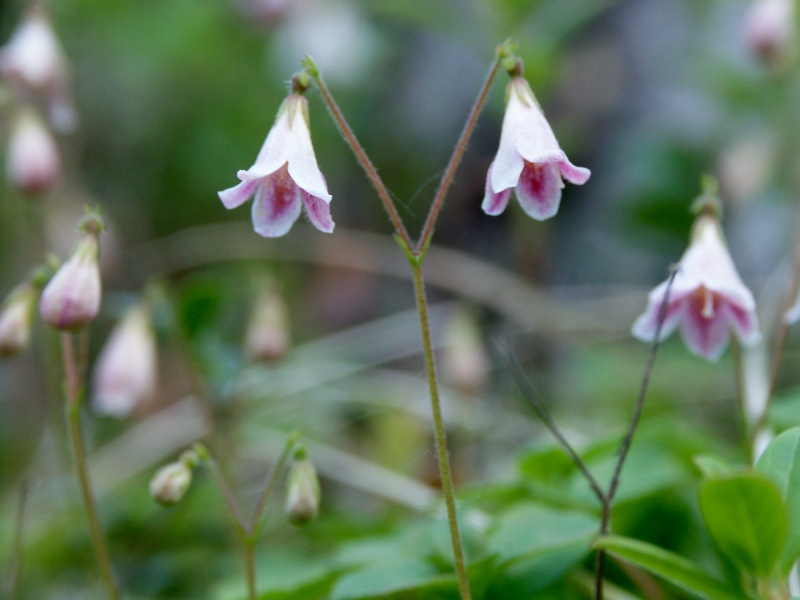
Linnaea borealis subsp. borealis
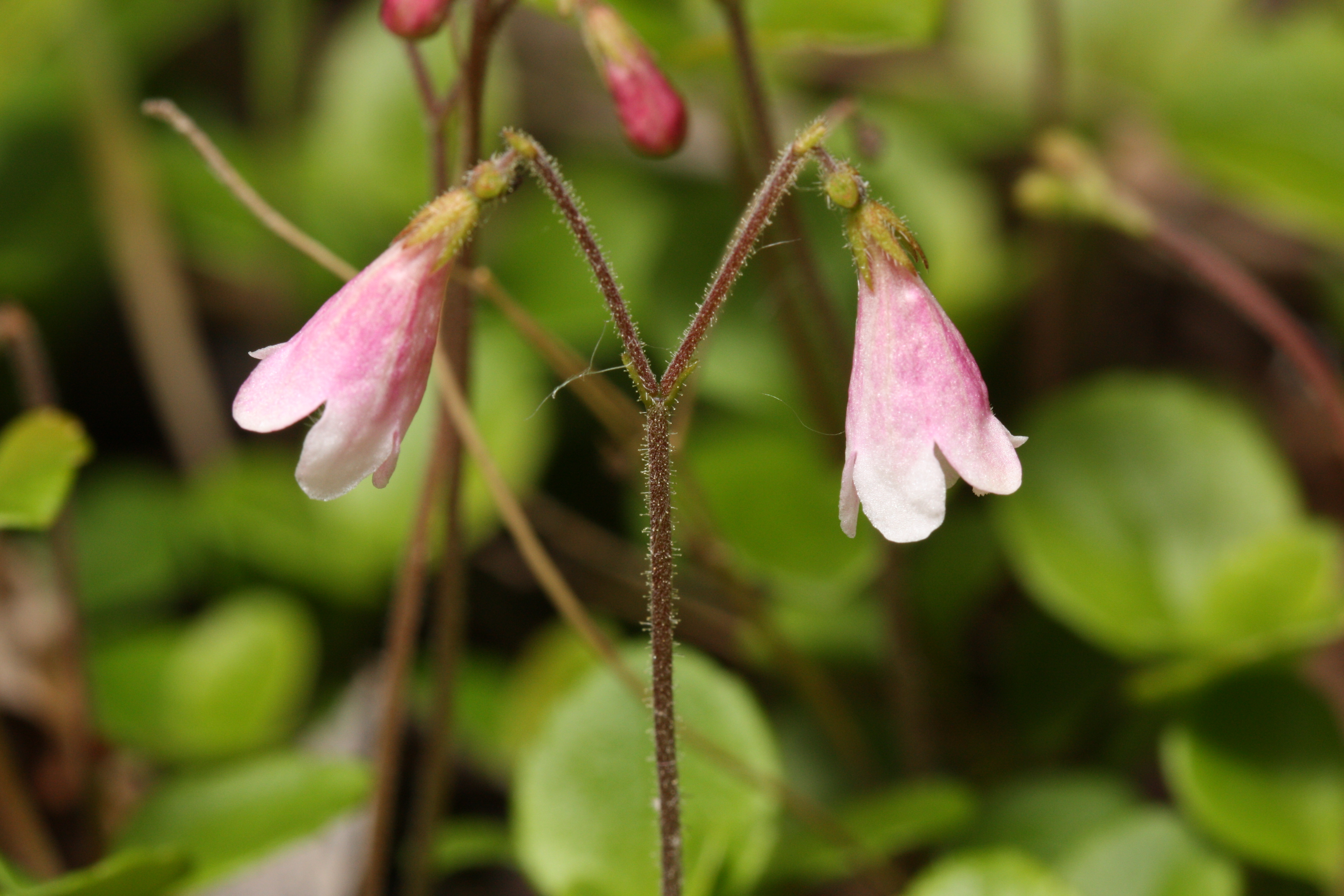
Linnaea borealis subsp. americana

## エピソード

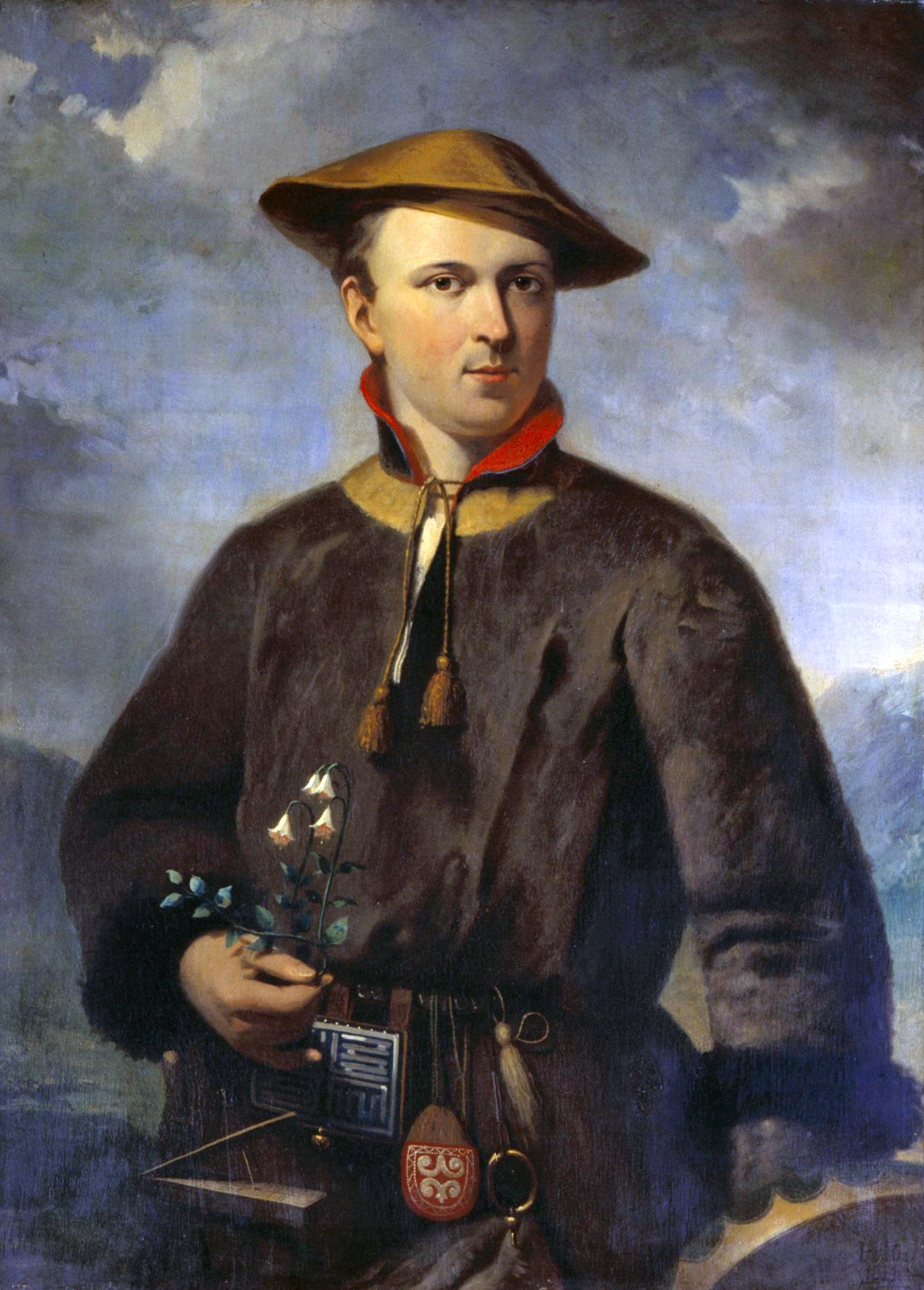
植物学の父と呼ばれるカール・フォン・リンネのリンネソウを持った肖像画

カール・フォン・リンネはこの植物を「私の花」と呼び、『ラップランド植物誌』（1937年）に載せた図説をデザインしたコーヒーカップを中国に注文して、このコーヒーカップがスウェーデンウプサラのリンネ博物館に保存されている。フィンランドの作曲家ジャン・シベリウスは、1911年から1919年にかけて作曲したピアノ曲「13の小品」作品76の第11曲に『リンネソウ』（"Linnaea"）と名付けている。